# Срібний Сидір Іванович
Сидір Іванович Срібний (28 грудня 1916 — 12 жовтня 1944) — радянський офіцер, Герой Радянського Союзу (1943). У роки Німецько-радянської війни командир 4-ї стрілецької роти 241-го гвардійського стрілецького полку 75-ї Бахмацької двічі Червонозоряної ордена Суворова гвардійської стрілецької дивізії 30-го стрілецького корпусу 60-ї Армії Центрального фронту, гвардії старший лейтенант.

## Біографія
Народився 28 грудня 1916 року у селі Бірки Полтавської губернії Російської імперії. Українець. Закінчив 5 класів школи і курси рахівників в м. Миргород. Працював у колгоспі.
У РСЧА з 1938. Закінчив полкову школу.
З 7 липня 1941 на Північно-Західному фронті. У березні 1943 призначений командиром 4-ї стрілецької роти 241-го гвардійського стрілецького полку 75-ї гвардійської стрілецької дивізії.
Відзначився при переправ через річку Дніпро на північ від Києва у вересні 1943 року, в боях при утриманні плацдарму в районі сіл Глібівка і Ясногородка (Вишгородський район Київської області) на правому березі Дніпра. В нагородному листі командир 241-го гвардійського стрілецького полку гвардії підполковник М. П. Бударін написав, що в боях на Київському напрямку Срібний проявив себе виключно сміливим, витриманим і мужнім командиром. 24.9.1943 року першим зі своєю ротою форсував Дніпро і першим прийняв удар противника. На плацдармі відбив понад 15 атак, знищивши понад 200 солдат і офіцерів противника. Був контужений, але з поля бою не пішов.
17 жовтня 1943 року старшому лейтенанту Срібному Сидору Івановичу присвоєно звання Героя СССР з врученням ордена Леніна і медалі «Золота Зірка».

С. І. Срібний бере участь у звільненні України і Білорусі, потім в Ризькій операції. В нагородному листі командир полку гвардії полковник Л. Г. Мірошниченко написав: 
«9 жовтня 1944 року замінив вибулого командира батальйону. Першим форсував ріку Маза-Югла. Утримуючи плацдарм, відбив чисельні контратаки. 12 жовтня у вирішальних боях особистим прикладом надихав бійців на бойові подвиги. В цьому бою Срібний загинув смертю хоробрих. За мужність і хоробрість в бою з німецькими загарбниками удостоєний нагородження орденом Вітчизняної війні І ступеня».
Гвардії старший лейтенант С. І. Срібний похований у м. Рига на основній ділянці Братського кладовища.

## Нагороди
- Медаль «Золота Зірка» № 1569 Героя Радянського Союзу (17 жовтня 1943)
- Орден Леніна
- Орден Вітчизняної війни 1 ступеня

## Пам'ять
На батьківщині С. І. Срібного, в селі Бірки (Великобагачанський район) Полтавський області, йому встановлена меморіальна дошка.